# Menlo (Geòrgia)
Menlo és una població dels Estats Units a l'estat de Geòrgia. Segons el cens del 2000 tenia 485 habitants.

## Demografia
Segons el cens del 2000, Menlo tenia 485 habitants, 229 habitatges, i 141 famílies. La densitat de població era de 240,1 habitants/km².
Dels 229 habitatges en un 23,6% hi vivien nens de menys de 18 anys, en un 47,6% hi vivien parelles casades, en un 10% dones solteres, i en un 38,4% no eren unitats familiars. En el 36,7% dels habitatges hi vivien persones soles el 22,7% de les quals corresponia a persones de 65 anys o més que vivien soles. El nombre mitjà de persones vivint en cada habitatge era de 2,12 i el nombre mitjà de persones que vivien en cada família era de 2,7.
Per edats la població es repartia de la següent manera: un 20,4% tenia menys de 18 anys, un 9,5% entre 18 i 24, un 21,4% entre 25 i 44, un 24,3% de 45 a 60 i un 24,3% 65 anys o més.
L'edat mediana era de 44 anys. Per cada 100 dones de 18 o més anys hi havia 73,1 homes.
La renda mediana per habitatge era de 23.750 $ i la renda mediana per família de 32.143 $. Els homes tenien una renda mediana de 25.417 $ mentre que les dones 19.091 $. La renda per capita de la població era de 12.994 $. Entorn del 12,5% de les famílies i el 17,6% de la població estaven per davall del llindar de pobresa.

## Poblacions més properes
El següent diagrama mostra les poblacions més properes.